# Гэйл, Дэвид
Дэвид Гэйл (англ. David Gale; 13 декабря 1921 года, Нью-Йорк, США — 7 марта 2008 года, Беркли, Калифорния, США) — американский математик и экономист. Профессор университета Калифорнии, работавший на кафедрах математики, экономики, промышленной инженерии и исследования операций. Внес большой вклад в математическую экономику, теорию игр и выпуклый анализ.

## Биография
Получил степень бакалавра в Суортморском колледже. В 1947 году — магистр от университета Мичигана.
Спустя два года успешно защитил диссертацию на соискание степени доктора философии по математике в Принстонском университете. С 1950 по 1965 год преподавал в университете Брауна, в дальнейшем перешёл в университет Калифорнии в Беркли. Жил в Беркли и в Париже. Скончался от сердечного приступа.
Был женат на Сандре Гилберт, поэтессе и феминистском литературоведе. Есть три дочери и два внука.

## Научная деятельность
Доказал существование конкурентного равновесия. Дал решение N-мерной проблемы Рэмси в рамках теории оптимального экономического роста.
Совместно со Стюартом проводил исследование бесконечных игр с полной информацией. Эта работа внесла фундаментальный вклад в математическую логику.
Гэйл изобрёл игру в перебрось мостик (bridg-it; также известной как «игра Гэйла») и щёлк (chomp).
Сыграл фундаментальную роль в развитии теории линейного программирования и линейных неравенств. Его классический учебник 1960 года The Theory of Linear Economic Models и в наши дни остаётся эталоном в этой области.
Преобразование Гэйла — инволюция на наборах точек в проективном пространстве. Эта концепция имеет важное значение в математической оптимизации, теории кодирования и алгебраической геометрии.
В 1962 году в совместной работе со Ллойдом Шепли дал решение важной задачи о марьяже, что повлекло за собой значительные изменения во всех сферах, где имеет значение подбор совместимых кадров. Так, в настоящее время это решение применяется в системе государственных школ Нью-Йорка и Бостона при распределении студентов по школам. В 2012 году за эту работу Шепли присудили Нобелевскую премию по экономике.
Гэйл с 1991 по 1997 год вёл колонку увлекательной математики в The Mathematical Intelligencer. Эти колонки впоследствии были собраны в книге Tracking the Automatic Ant.
В 2004 году разработал MathSite — учебный сайт, использующий интерактивные экспонаты для иллюстрации важных математических идей. В 2007 году его сайт получил Pirelli International Award по научному сотрудничеству в области математики.

## Награды и звания
- Procter Fellow, Princeton University, 1948
- Fulbright Research Fellowship, 1953-54
- Guggenheim Fellow, 1962-63, 1981
- Fellow, Econometric Society, 1965
- Miller Professor, 1971-72
- Fellow, Center for Advanced Study in Behavioral Sciences, 1975-76
- Fellow, American Academy of Arts and Sciences, 1978
- Lester Ford Prize, 1979-80
- John von Neumann Theory Prize, 1980
- Member, National Academy of Sciences, 1983
- Pirelli International Award Science Communication of Mathematics, 2007
- Премия «Золотой гусь», 2013[9]

## Избранные публикации
- Infinite games with perfect information (with F.M. Stewart). Annals of Mathematics 28 (1953), pp. 245–266.
- The law of supply and demand. Mathematica Scandinavica 3 (1955), pp. 33–44.
- Neighboring vertices on a convex polyhedron, in «Linear Inequalities and Related Systems» (H.W. Kuhn and A.W. Tucker, eds.), Annals of Math. Studies 38, 255—263, Princeton Univ. Press, 1956.
- The theory of linear economic models. McGraw-Hill, New York, 1960.
- College admissions and the stability of marriage (with L.S. Shapley). American Mathematical Monthly 69 (1962), pp. 9–15.
- A note on global instability of competitive equilibrium. Naval Research Logistics Quarterly 10 (1963), pp. 81–87.
- The Jacobian matrix and global univalence of mappings (with H. Nikaido). Mathematische Annalen 2 (1965), pp. 81–93.
- On optimal development in a multi-sector economy. The Review of Economic Studies 34 (1967), pp. 1–18.
- Pure exchange equilibrium of dynamic economic models. Journal of Economic Theory 6 (1973), pp. 12–26.
- A curious nim-type game. American Mathematical Monthly 81(1974), pp. 876–879.
- The game of Hex and the Brouwer fixed-point theorem. American Mathematical Monthly 86(1979), pp. 818–827.
- The strategy structure of two-sided matching markets (with G. Demange). Econometrica 53, no. 4 (1985), pp. 873–888.
- Tracking the automatic ant. And other mathematical explorations. A collection of Mathematical Entertainments columns from The Mathematical Intelligencer. Springer-Verlag, New York, 1998, pp. xii + 241.